# نيد إليسون
نيد إليسون (بالإنجليزية: Edward Pohau Ellison)‏ هو لاعب اتحاد الرغبي نيوزلندي، ولد في 26 نوفمبر 1884 في Waikanae ‏ في نيوزيلندا، وتوفي في 9 نوفمبر 1963.